# Frederick H. Dominick

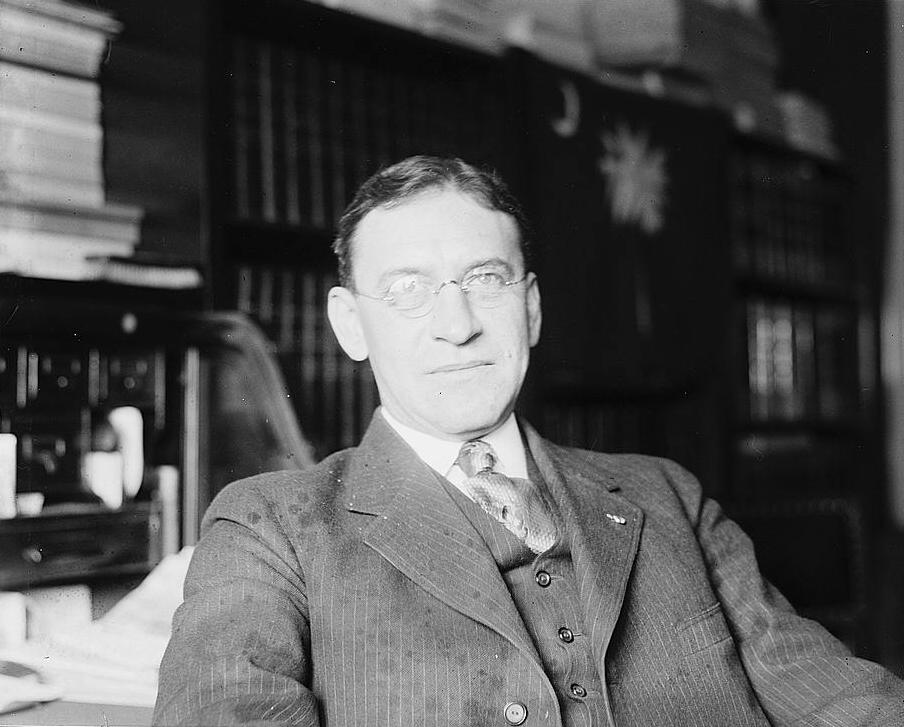
Frederick H. Dominick (1920)

Frederick Haskell Dominick (* 20. Februar 1877 in Peak, Newberry County, South Carolina; † 11. März 1960 in Newberry, South Carolina) war ein US-amerikanischer Politiker. Zwischen 1917 und 1933 vertrat er den Bundesstaat South Carolina im US-Repräsentantenhaus.

## Werdegang
Frederick Dominick besuchte die öffentlichen Schulen in Columbia und danach das South Carolina College, die heutige University of South Carolina. Nach einem anschließenden Jurastudium an der University of Virginia in Charlottesville und seiner im Jahr 1898 erfolgten Zulassung als Rechtsanwalt begann er in Newberry in seinem neuen Beruf zu arbeiten. Politisch war Dominick Mitglied der Demokratischen Partei. In den Jahren 1901 und 1902 saß er als Abgeordneter im Repräsentantenhaus von South Carolina; von 1906 bis 1914 war er Bezirksvorsitzender seiner Partei. Zwischen 1913 und 1916 amtierte er außerdem als stellvertretender Attorney General von South Carolina. 1920 und 1924 war Dominick Delegierter zu den jeweiligen Democratic National Conventions.
Bei den Kongresswahlen des Jahres 1916 wurde er im dritten Wahlbezirk von South Carolina in das US-Repräsentantenhaus in Washington, D.C. gewählt. Dort trat er am 4. März 1917 die Nachfolge von Wyatt Aiken an. Nach sieben Wiederwahlen konnte er bis zum 3. März 1933 acht zusammenhängende Legislaturperioden im Kongress absolvieren. In diese Zeit fiel der Erste Weltkrieg. Im Jahr 1919 wurde dort der 18. und 1920 der 19. Verfassungszusatz verabschiedet. Dabei ging es um das Verbot des Handels mit alkoholischen Getränken und um die bundesweite Einführung des Frauenwahlrechts. Im Jahr 1926 war Frederick Dominick einer der vom Kongress beauftragten Organisatoren des Amtsenthebungsverfahrens gegen den Bundesrichter George W. English. Kurz vor dem Ende seiner letzten Legislaturperiode wurde im Jahr 1933 der 20. Verfassungszusatz verabschiedet, durch den der Beginn der Amtszeiten des Kongresses und des Präsidenten von März auf Januar vorverlegt wurden.
Während des Zweiten Weltkrieges arbeitete er für das Justizministerium. Danach praktizierte Dominick wieder als Rechtsanwalt. Er starb im März 1960 in Newberry.